# Distretto di Yanahuara
Il distretto di Yanahuara è uno  distretti della provincia di Arequipa, in Perù. Si trova nella regione di Arequipa e si estende su una superficie di 2,2 chilometri quadrati.

Ha per capitale la città di Yanahuara e contava 20.021 abitanti nel censimento 2005.